# Fissidens dissitifolius
Fissidens dissitifolius är en bladmossart som beskrevs av Sullivant 1861. Fissidens dissitifolius ingår i släktet fickmossor, och familjen Fissidentaceae. Inga underarter finns listade i Catalogue of Life.